# Sierra Madre Zachodnia

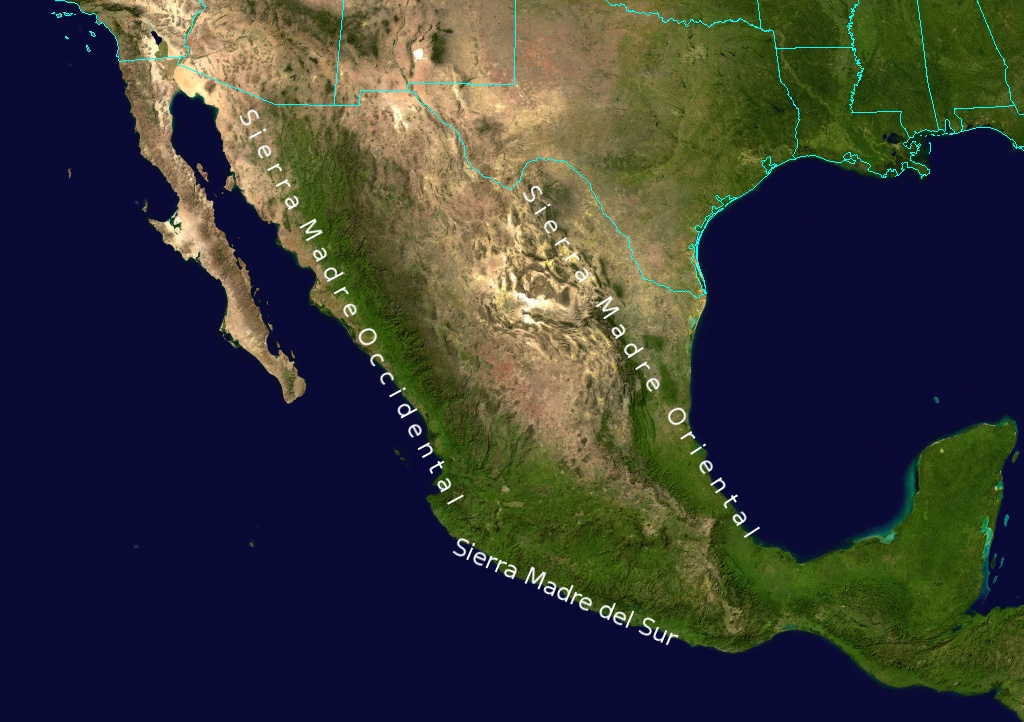
Lokalizacja pasma.

Sierra Madre Zachodnia (hiszp. Sierra Madre Occidental) – łańcuch górski o długości około 1500 km w Kordylierach, w zachodniej części Meksyku i południowo-zachodniej części Stanów Zjednoczonych. Jest południową częścią Gór Nadbrzeżnych - zachodniej części północnoamerykańskich Kordylierów. Stanowi zachodnią granicę Wyżyny Meksykańskiej. Łańcuch swój początek ma w południowo-wschodniej części Arizony (niedaleko Tucson), a następnie kolejno biegnie przez meksykańskie stany: Sonora, Chihuahua, Sinaloa, Durango, Zacatecas, Nayarit, Jalisco, Aguascalientes i Guanajuato, w których łączy się z Sierra Madre Wschodnią oraz Kordylierą Wulkaniczną.